# Terres d'oiseaux
Terres d'oiseaux, dénommé aussi réserve de Braud et de Saint-Louis, est un espace naturel et une réserve ornithologique de 120 hectares situé dans l'estuaire de la Gironde, sur les terres des Nouvelles Possessions. Mosaïque de milieux humides et parcouru par trois sentiers de découverte, ce site a été spécialement aménagé pour favoriser la rencontre avec les oiseaux sauvages.
Propriété de la commune de Braud-et-Saint-Louis, Terres d'oiseaux est géré par la Communauté de communes de l'Estuaire en partenariat avec l'Office national de la chasse et de la faune sauvage.

## Localisation
L'espace naturel est situé en Gironde, près de la limite avec la Charente-Maritime. Situé dans les marais du Blayais au bord de l'estuaire de la Gironde (en zone Natura 2000), Terres d'oiseaux est une mosaïque de milieux humides estuariens typiques (prairie humide, étang, roselière, lac…). Ouvert au public dans sa configuration actuelle depuis juillet 2010, ce site, qui appartient à la Commune de Braud Saint Louis, est géré en partenariat avec la communauté de communes de l'Estuaire, l'Office national de la chasse et de la faune sauvage, et le Conservatoire des races rustiques d'Aquitaine.

## Les oiseaux
L’estuaire de la Gironde, et partant Terres d’oiseaux, est situé sur un axe migratoire majeur. Les milieux humides de l’estuaire de la Gironde jouent un rôle important pour la migration des oiseaux, puisqu’ils constituent une halte nécessaire dans leur long voyage.
Outre les hérons, aigrettes, et cigognes, Terres d'oiseaux accueille de nombreux passereaux paludicoles tels que la gorgebleue à miroir. Plus de 125 espèces d'oiseaux sauvages sont dénombrées chaque année.
La réserve est le premier site français de baguage de la Bécassine des marais (Gallinago gallinago).

## Les parcours
Trois sentiers aménagés (boucle premières plumes, découverte ou exploration) sont ouverts au public et peuvent être enchaînés. Outre les classiques observatoires ornithologiques, trois plateformes de lecture du paysage permettent de découvrir les milieux estuariens.